# 孔雀河
孔雀河，或譯昆其河（維吾爾語：كۆنچى دەرياسى‎，拉丁维文：Könchi Deryasi），是中華人民共和國新疆維吾爾自治區巴音郭楞蒙古自治州的一條河流，為塔里木河支流之一。其發源於博斯腾湖（水源来自开都河），从湖的西部流出，经过铁门关，流经库尔勒市和尉犁县，注入罗布泊，全长942公里，年逕流量12亿立方米，流域面積3.32萬平方公里。由于引水济塔里木河，加上普惠與阿克苏普兩地修築水庫與大壩，導致尉犁以下河段已经断流。
「孔雀」與「昆其」皆為維吾爾語  的漢語音譯，本意為皮匠，相傳皮匠常在此河中洗皮革，故名。一說昆其河之名較早出現，至清光緒年間，清廷於該河設驿站時，始有譯作孔雀河者。传说东汉將領班超曾饮马于此，因此亦称饮马河。又因該河為庫爾勒的主要河川，亦稱库尔勒河。清代地理學家徐松所著的《西域水道记》载：“河水又西行三十余里，出山。水又南流二十余里，经库尔勒与军台之间。又西南，凡七十里，经哈拉布拉克军台南。二十余里，又西，经库尔楚军台南而西。凡三百里，仍曰海都河。”